# Епархия Багио

Провинция Бангет (выделено красным)

Епархия Багио (лат. Dioecesis Baghiopolitana) — епархия Римско-Католической церкви с центром в городе Багио, Филиппины. Епархия Багио распространяет свою юрисдикцию на провинцию Бенгет. Епархия Багио входит в митрополию Новой Сеговии. Кафедральным собором епархии Багио является церковь Пресвятой Девы Марии.

## История
15 июля 1932 года Конгрегация по делам епископов издала декрет Quo facilius, которой учредила Апостольская префектураапостольскую префектуру Горной провинции, выделив её из епархии Новой Сеговии (сегодня — архиепархия).
10 июня 1948 года Римский папа Пий XII издал буллу Quo inter infidels, которой преобразовал апостольскую префектуру Горной провинции в апостольский викариат.
6 июля 1992 года апостольский викариат Горной провинции передал часть своей территории для возведения апостольских викариатов Бонток-Лагаве и Табука и одновременно был переименован в апостольский викариат Багио.
24 июня 2004 года Римский папа Иоанн Павел II выпустил буллу Diligenter adlaborare, которой преобразовал апостольский викариат Багио в епархию.

## Ординарии епархии
- епископ Giuseppe Billiet (15.11.1935 — 1847);
- епископ William Brasseur (10.06.1948 — 7.11.1981);
- епископ Emiliano Kulhi Madangeng (7.11.1981 — 18.12.1987);
- епископ Ernesto Antolin Salgado (18.12.1987 — 7.12.2000) — назначен епископом Лаоага;
- епископ arlito J. Cenzon (25.01.2002 — по настоящее время).

## Источник
- Annuario Pontificio, Ватикан, 2007
- Декрет Quo facilius, AAS 25 (1933), стр. 206  (лат.)
- Булла Quo inter infideles, AAS 40 (1948), стр. 535  (лат.)
- Булла Diligenter adlaborare  (лат.)